# 奴奈川村 (新潟県東頸城郡)
奴奈川村（ぬながわむら）は、かつて新潟県東頸城郡にあった村。松苧神社の祭神である奴奈川姫が、信濃から松苧神社に逃げ延びた後、信濃に引き返そうとしたが、ここで足止めされ結局松苧神社に戻ったという伝承がある。

## 沿革
- 1889年（明治22年）4月1日 - 町村制施行に伴い東頸城郡峠村、木和田原新田、室野村、福島村が合併し、奴奈川村が発足。
- 1959年（昭和34年）1月1日 - 東頸城郡松代町に編入され消滅。